# Lijeska (gmina Pljevlja)
Lijeska (cyr. Лијеска) – wieś w Czarnogórze, w gminie Pljevlja. W 2011 roku liczyła 91 mieszkańców.